# Henrik Starup-Hansen
Henrik Starup-Hansen ist ein ehemaliger dänischer Basketballspieler.

## Laufbahn
Als Spieler des SISU Basketball Klubs wurde Starup-Hansen 1983, 1984 und 1985 dänischer Meister, in der Saison 1984/85 trat er mit der Mannschaft im Europapokal der Landesmeister an. Erstrundengegner SISUs war Banco di Roma Virtus aus Italien. Starup-Hansen und SISU waren gegen die Römer machtlos: Das Hinspiel wurde mit 87:146, das Rückspiel mit 60:141 verloren. Starup-Hansen erzielte in den beiden Spielen insgesamt 23 Punkte.
In 54 Länderspielen für Dänemark erzielte er im Schnitt 6,9 Punkte.
Beruflich ist er seit 2018 als Vorstandsmitglied und Co-Geschäftsführer des österreichischen Unternehmens Wiesenthal Autohandel AG tätig. Zuvor arbeitete er für das Unternehmen Fiat Chrysler und einen deutschen Baumaschinenhersteller.